# Iranske sprog
De iranske sprog er en sproggruppe inden for de indoiranske sprog i den indoeuropæiske sprogfamilie. Nogle af de ældste bevarede indoeuropæiske skrifter er skrevet på iranske sprog. Andre på indoariske sprog.

## Nogle iranske sprog
- Østiranske sprog
  - Nordøstlige:
    - Skythisk
      - Skythisk (uddødt)
      - Sarmatisk (uddødt)
      - Ossetisk
      - Sakisk (uddødt)

    - Khwarezmisk (uddødt)
    - Sogdisk (uddødt)
      - Yaghnobi

    - Avestisk (uddødt)

  - Sydøstlige:
    - Pashto
    - Pamirsprog
- Vestiranske sprog
  - Nordvestlige:
    - Kurdisk
    - Zazaki
    - Baluchisk
    - Talysj

  - Sydvestlige:
    - Oldpersisk (uddødt)
    - Persisk
    - Dari
    - Tadsjikisk
    - Atjomisk sprog

## eksterne links
- Kümmel, Martin Joachim. "Areal developments in the history of Iranic: West vs. East." BOOK OF ABSTRACTS.

 Der er for få eller ingen kildehenvisninger i denne artikel, hvilket er et problem. Du kan hjælpe ved at angive troværdige kilder til de påstande, som fremføres i artiklen.